# جيسيكا سوتا

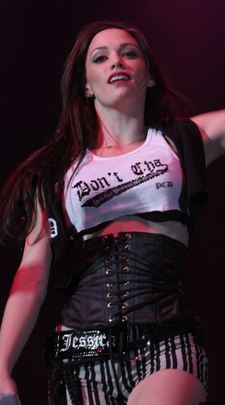
جيسيكا سوتا في 2006

وإسمها الكامل جيسيكا لين سوتا (بالإنجليزية: Jessica Lynn Sutta)‏ وهي ممثلة ومغنية وراقصة وكاتبة أغاني أمريكية ولدت في يوم 15 مايو 1982 في مدينة ميامي في الولايات المتحدة كانت عضوة راقصة في فرقة بوسيكات دولز مع نيكول شيرزينغر وتركت الفرقة في سنة 2010 غنت أغنية show me لتكون بذلك أفضل راقصة مثيرة في الولايات المتحدة وتعتبر جيسيكا من أفضل الراقصات في الولايات المتحدة.

## روابط خارجية
- جيسيكا سوتا على موقع IMDb (الإنجليزية)
- جيسيكا سوتا على موقع ميوزك برينز (الإنجليزية)
- جيسيكا سوتا على موقع ديسكوغز (الإنجليزية)
- جيسيكا سوتا على موقع قاعدة بيانات الفيلم (الإنجليزية)